# Kanton Châtellerault-Sud
Der Kanton Châtellerault-Sud war von 1973 bis 2015 ein französischer Wahlkreis im Arrondissement Châtellerault, im Département Vienne und in der Region Poitou-Charentes; sein Hauptort war Châtellerault.
Der Kanton lag im Norden des Départements Vienne. Im Westen grenzte er an die Kantone Neuville-de-Poitou und Saint-Georges-lès-Baillargeaux, im Norden an den Kanton Châtellerault-Nord, im Osten an den Kanton Châtellerault-Ouest und im Süden an den Kanton Vouneuil-sur-Vienne. Er lag im Mittel 67 Meter über dem Meeresspiegel, zwischen 42 m in Châtellerault und 146 m in Senillé. 

## Gemeinden
Der Kanton bestand aus Teilen der Stadt Châtellerault und den Gemeinden Naintré und Senillé.
| Gemeinde      | Einwohner Jahr | Fläche km² | Bevölkerungsdichte | Postleitzahl | Code INSEE |
| ------------- | -------------- | ---------- | ------------------ | ------------ | ---------- |
| Châtellerault | 31262 (2013)   | –          | – Einw./km²        | 86100        | 86066      |
| Naintré       | 5850 (2013)    | –          | – Einw./km²        | 86530        | 86174      |
| Senillé       | 748 (2013)     | –          | – Einw./km²        | 86100        | 86259      |

## Bevölkerungsentwicklung
| 1999   | 2006   |
| ------ | ------ |
| 15.838 | 15.611 |